# Starszy wykładowca
Starszy wykładowca – do 2018 roku nazwa stanowiska w szkołach wyższych, na którym mogli być zatrudniani pracownicy dydaktyczni posiadający tytuł zawodowy magistra lub równorzędny. 
Statut uczelni mógł przewidywać dodatkowe wymagania (określone w latach doświadczenie dydaktyczne, staż zawodowy) i kwalifikacje zawodowe osób zatrudnianych na tym stanowisku. W odróżnieniu od adiunkta, starszy wykładowca zwykle nie był zobowiązany do prowadzenia badań naukowych i koncentrował się wyłącznie na dydaktyce.